# Louisville Rebels
Louisville Rebels byl profesionální americký klub ledního hokeje, který sídlil v Louisvillu ve státě Kentucky. V letech 1957–1960 působil v profesionální soutěži International Hockey League. Rebels ve své poslední sezóně v IHL skončily ve čtvrtfinále play-off. Své domácí zápasy odehrával v hale Louisville Gardens s kapacitou 6 000 diváků.
Založen byl v roce 1957 po přestěhování týmu Huntington Hornets do Louisvillu. Jednalo se o vítěze Turner Cupu ze sezóny 1958/59.

## Úspěchy
- Vítěz Turner Cupu ( 1× )
  - 1958/59

## Přehled ligové účasti
Zdroj: 
- 1957–1959: International Hockey League
- 1959–1960: International Hockey League (Východní divize)